# توزیع سبک لینوکس

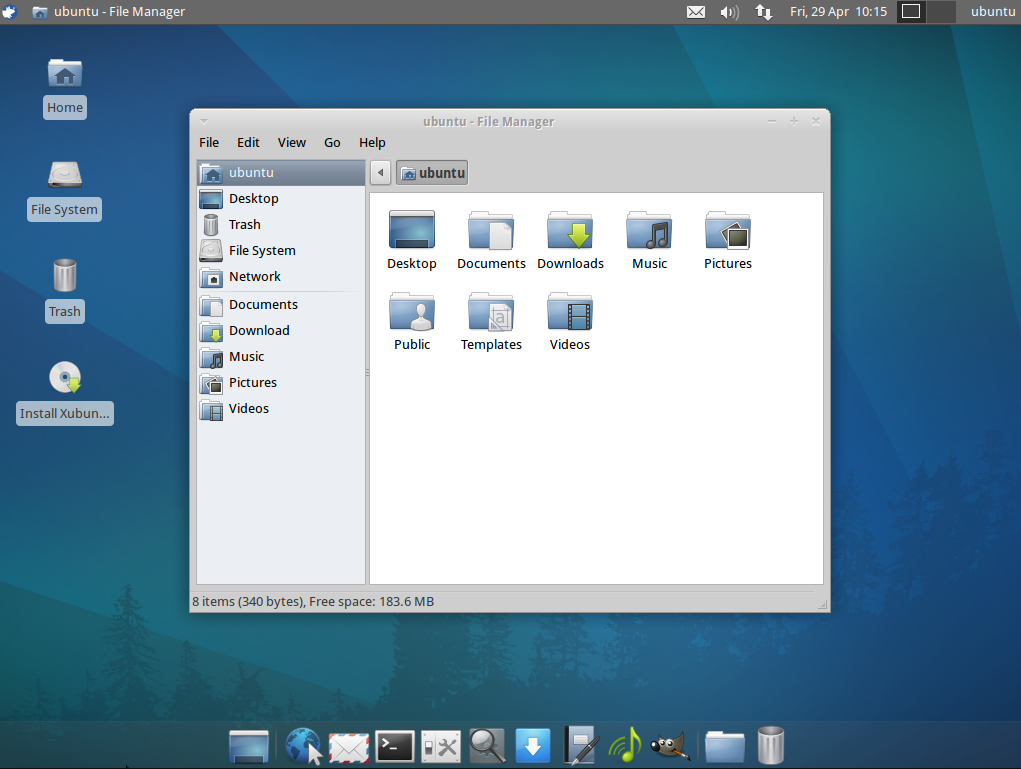
توسعه‌دهندگان زوبونتو می‌گویند که زوبونتو نسبت به اوبونتو سبک‌تر است.

توزیع سبک لینوکس (به انگلیسی: lightweight Linux distribution) به توزیعی گفته می‌شود که از حداقل منابع سیستم استفاده کند. بعنوان مثال لوبونتو می‌تواند بر روی سیستمی با حداقل ۱۲۸ مگابایت حافظه اصلی و با پردازنده پنتیوم دو اجرا شود، در حالی که اوبونتو برای اجرا به سیستمی با حداقل یک گیگابایت حافظه اصلی و پردازنده ای با حداقل قدرت یک گیگاهرتز نیاز دارد.

هنوز توضیح قابل قبولی برای یک توزیع سبک ارائه نشده است. بعنوان مثال، پائول شرمن از پروژه Absolute Linux می‌گوید: «به توزیعی می‌توان سبک گفت که دارای دو ویژگی باشد، اول اینکه روی سیستم‌های قدیمی قابل اجرا باشد و بعد از آن رابط کاربری آن از مسیر درست خارج نگردد».

## توزیع‌هایی که بعنوان سبک شناخته می‌شوند
- آلپاین لینوکس یک توزیع امنیت گرا و سبک می‌باشد که از uClibc و بیزیی باکس بهره می‌برد. حداقل حجم قابل دانلود این سیستم عامل ۶۰ مگابایت می‌باشد. قسمت اصلی سیستم عامل (به جز هسته) حجمی کمتر از ۵ مگابایت دارد.
- آنتی ایکس (سیستم عامل) یک فرزند سبک از مپیس می‌باشد که مبتنی بر دبیان آزمایشی است. هسته حجمی حدود ۱۲۸ مگابایت دارد؛ قسمت‌های اصلی تقریباً حجمی برابر ۳۰۰ مگابایت داردند؛ از مدیر بسته سیناپتیک استفاده می‌کند.
- بیسیک لینوکس یک توزیع فوق‌العاده سبک می‌باشد که بر روی پردازنده‌های خانواده اینتل ۳۸۶ اجرا می‌شود و به ۳ مگابایت حافظه اصلی نیاز دارد.
- بودهی لینوکس فوق‌العاده سبک و با حداقل امکانات می‌باشد که مبتنی بر اوبونتو ۱۰٫۰۴ است.
- دم اسمال لینوکس توزیعی با حجم ۵۰ مگابایت می‌باشد که می‌توان باستفاده از ابزار دبیان موسوم به APT بسته‌های اضافی را روی آن نصب کرد. برای اجرا به پردازنده اینتل ۴۸۶ و حافظه اصلی ۱۶ مگابایت نیاز دارد.
- فدورا (سیستم عامل) با میزکار اکس‌اف‌سی‌ئی، نسخهٔ سبک فدورا می‌باشد.
- لوبونتو در مقایسه با اوبونتو سبک می‌باشد. لوبونتو از میزکار ال‌اکس‌دی‌ئی استفاده می‌کند.
- MiniMe نسخه سبک پی‌سی‌لینوکس‌اواس می‌باشد که از میزکار کی دی ای بهره می‌برد.
- پروتئوس (سیستم عامل) حجمی کمتر از ۳۰۰ مگابایت دارد که همین موضوع این سیستم عامل را در جرگهٔ سبک وزن‌ها قرار می‌دهد.
- پاپی لینوکس نسبت به اکثر توزیع‌ها سبک‌تر است و از مدیر بسته سیناپتیک استفاده می‌کند.
- سلیتاز حجمی در حدود ۲۵ مگابایت دارد. از مدیر بسته Tazpkg و مخازن آن استفاده می‌کند.
- اسلکس یک توزیع سبک مبتنی بر اسلکور می‌باشد.
- Tiny Core Linux یک توزیع با حجم ۱۲ مگابایت. از مخازن TCZ استفاده می‌کند.
- Trisquel Mini نسخه سبک تریسکل می‌باشد که از میزکار ال‌اکس‌دی‌ئی استفاده می‌کند.
- TinyMe یک توزیع سبک مبتنی بر یونیتی لینوکس می‌باشد که از اوپن باکس استفاده می‌کند. (قبلاً مبتنی بر پی‌سی‌لینوکس‌اواس و مندریوا بوده است).
- xPud یک توزیع با حجم ۶۴ مگابایت.
- Wolvix نسبت به پدر خود یعنی اسلکس سبک‌تر می‌باشد.
- زوبونتو از میزکار اکس‌اف‌سی‌ئی استفاده می‌کند و از اوبونتو و کوبونتو سبک‌تر است.
- وکتور لینوکس یک گونه سبک از اسلکور می‌باشد که نسخه‌هایی با درجه سبکی مختلفی دارد.

## مقایسه
| توزیع                                   | حداقل سیستم مورد نیاز                                                                        | مدیریت میزکار / پنجره                                  | بر اساس                                            | مدیریت بسته            | حجم ایمیج                                                        | هدف                                          | آخرین سال انتشار | نگه‌دارنده                      | ساخته شده | بنیان‌گذار                        |
| --------------------------------------- | -------------------------------------------------------------------------------------------- | ------------------------------------------------------ | -------------------------------------------------- | ---------------------- | ---------------------------------------------------------------- | -------------------------------------------- | ---------------- | ------------------------------ | --------- | -------------------------------- |
| Absolute Linux                          | - پردازنده ۴۸۶ - ۶۴ مگابایت رم (۱+ گیگابایت پیشنهاد می‌شود)                                   | iceWM                                                  | اسلکور                                             |                        | ۶۹۸ مگابایت                                                      | میزکار                                       | ۲۰۱۸             | Absolute Linux Team            | ۲۰۰۷      | Absolute Linux Team              |
| Alpine Linux                            |                                                                                              | awesome, MATE, Xfce                                    | BusyBox, musl                                      | APK                    | ۸ مگابایت (ظرف)، ۱۳۰ مگابایت (دیسک)                              | میزکار سبک، امنیت                            | ۲۰۱۹             | Alpine Linux development team  | ۲۰۱۰      | LEAF Project members             |
| antiX                                   | - Intel/AMD X۸۶ - ۲۵۶ مگابایت رم                                                             | IceWM، Fluxbox، JWM                                    | MEPIS < دبیان                                      | سیناپتیک               | ۵۵۵ مگابایت (پایه)، ۶۵۴ مگابایت (کامل)، ۱۲۸ مگابایت (هسته)       | میزکار، قابلیت حمل (با ماندگاری)             | ۲۰۱۹             | Anticapitalista                | ۲۰۰۷      | Anticapitalista                  |
| BasicLinux (†)                          | - سی‌پی‌یو ۳۸۶ - ۳ مگابایت رم                                                                  | جی‌دابلیوام مدیر پنجره                                  | بیزی‌باکس --اسلکور                                  |                        | ۲٫۸ مگابایت (فلاپی)                                              | میزکار                                       | ۲۰۰۵ (نسخه۳٫۵)   |                                | ۲۰۰۰      | Steven C. Darnold (NZ)           |
| Bodhi Linux                             | - پردازنده ۵۰۰ مگاهرتز - ۱۲۸ مگابایت رم - ۴ گیگابایت فضای درایو                              | Moksha (a fixed E۱۷)                                   | اوبونتو < دبیان                                    | APT                    | ۵۷۵ مگابایت (استاندارد)، ۱۰۲۴ مگابایت (AppPack)                  | میزکار                                       | ۲۰۱۸             | Bodhi Linux team               | ۲۰۱۱      | Bodhi Linux team                 |
| BunsenLabs Linux                        | رم (۲۰۱۹): • ۲۵۶ مگابایت برای اجرای X; • ۱ گیگابایت برای فایرفاکس; • ۲+ گیگابایت توصیه می‌شود | اوپن‌باکس                                               | دبیان پایدار                                       | سیناپتیک، APT، dpkg    | ۶۷۴ مگابایت (i۳۸۶، بدون PAE) ۱٫۱ گیگابایت (i۳۸۶، AMD۶۴)          | لایو‌سی‌دی، لایو‌دی‌وی‌دی، میزکار سبک             | ۲۰۱۹             | Core maintainers               | ۲۰۱۵      | Core maintainers                 |
| Damn Small Linux †                      | - سی‌پی‌یو: ۴۸۶dx - رم: ۸ مگابایت                                                              | Fluxbox، JWM                                           | -                                                  | APT (اختیاری)          | ۵۰ مگابایت                                                       | میزکار                                       | ۲۰۰۸             |                                | ۲۰۰۵      | John Andrews, et al.             |
| CRUX                                    | - رم (۲۰۱۷): ۱۹۲                                                                             | اوپن‌باکس                                               | -                                                  |                        | ۱۷۷۳ مگابایت                                                     | BSD / کاربران با تجربه، سبک                  | ۲۰۱۸             | Core maintainers               | ۲۰۰۲      | Per Lidén                        |
| GoboLinux                               | - پردازنده x86_64 - ۱۲۸ مگابایت رم (۱ گیگابایت برای استفاده کامل از گرافیک پیشنهاد می‌شود)    | Awesome                                                | -                                                  |                        | ۹۵۸ مگابایت                                                      | میزکار                                       | ۲۰۱۷             | GoboLinux team                 | ۲۰۰۳      | Hisham Muhammad and André Detsch |
| Knoppix                                 | - سی‌پی‌یو ۴۸۶ - ۳۲ مگابایت رم (متن) - ۵۱۲ مگابایت رم (LXDE) - ۱ گیگابایت رم (توصیه می‌شود)     | LXDE                                                   | -                                                  |                        | ۷۰۱ مگابایت                                                      | لایو                                         | ۲۰۱۹             |                                | ۲۰۰۰      | Klaus Knopper                    |
| Lightweight Portable Security           |                                                                                              | iceWM                                                  | آرچ لینوکس                                         |                        | ۳۹۰ مگابایت                                                      | سیستم‌عامل امن لایو                           | ۲۰۱۷             | وزارت دفاع ایالات متحده آمریکا | ۲۰۱۱      | وزارت دفاع ایالات متحده آمریکا   |
| Linux Lite                              | - رم (۲۰۱۷): ۲۵۶ مگابایت - ۸ گیگابایت فضای دیسک                                              | XFCE                                                   | اوبونتو                                            | APT                    | ۹۵۵ مگابایت                                                      | میزکار (کاربران ویندوز)                      | ۲۰۱۸             | Jerry Bezencon                 | ۲۰۱۳      | Jerry Bezencon                   |
| Lubuntu                                 | - سی‌پی‌یو: ۳۸۶ یا پنتیوم - رم: ۱ گیگابایت                                                     | LXDE                                                   | اوبونتو                                            | APT                    | ۹۱۶ مگابایت                                                      | میزکار سبک                                   | ۲۰۱۸             | Lubuntu team                   | ۲۰۰۹      | Lubuntu team                     |
| LXLE                                    | - سی‌پی‌یو (۲۰۱۷): پنتیوم III - رم (۲۰۱۷): ۵۱۲ مگابایت                                         | LXDE                                                   | اوبونتو LTS                                        | APT                    | ۱۳۰۰ مگابایت                                                     | رایانه‌های قدیمی، کاربران متوسط               | ۲۰۱۶             | LXLE team                      | ۲۰۱۲      | Ronnie                           |
| MX Linux                                | - سی‌پی‌یو: ۴۸۶ - رم (۲۰۱۶): ۵۰۱۲ مگابایت                                                      | Xfce ۴                                                 | antiX < MEPIS < Debian                             | APT                    | ۱۰۲۴ مگابایت                                                     | Midweight Desktop                            | ۲۰۱۸             | MEPIS community                | ۲۰۱۴      | anticapitalista                  |
| Nanolinux                               | - سی‌پی‌یو: ۴۸۶ - رم (۲۰۱۷): ۶۴ مگابایت                                                        | SLWM در Nano-X                                         | هسته کوچک لینوکس; MicroCore لینوکس بهمراه BusyBox. |                        | ۱۹ مگابایت                                                       | سبک، بر روی رم اجرا می‌شود، پیشرفته           | ۲۰۱۵             | Georg Potthast                 | -         | Georg Potthast                   |
| OpenWrt                                 | - سی‌پی‌یو: x۸۶ و بیش از ۵۰ پلتفرم روتر - رم (۲۰۱۸): ۳۲ مگابایت (۶۴ مگابایت توصیه می‌شود)       | هیچ‌کدام (سرور headless) - شامل مدیریت رابط کاربر LuCI  | -                                                  | opkg                   | ۶ مگابایت                                                        | روترهای SOHO                                 | ۲۰۱۹             | OpenWrt developers             | ۲۰۰۴      |                                  |
| PCLinuxOS                               | - سی‌پی‌یو: ۶۴-بیت (از ۲۰۱۶) - رم (۲۰۱۷): ۵۱۲ مگابایت                                          | KDE، LXDE، MATE                                        | Mandrake                                           |                        | ۸۳۳ مگابایت (LXDE)                                               | لایو                                         | ۲۰۱۹             | Bill Reynolds                  | ۲۰۰۳      | Bill Reynolds                    |
| Peppermint Linux OS                     | - پردازنده x۸۶ - رم ۵۱۲ مگابایت (نسخه۶، ۲۰۱۵); ۲ گیگابایت توصیه می‌شود                        | LXDE                                                   | لوبونتو                                            | APT                    | ۱۳۳۲ مگابایت                                                     | میزکار                                       | ۲۰۱۷             | Peppermint, LLC                | ۲۰۱۰      | Peppermint, LLC                  |
| Porteus                                 | - سی‌پی‌یو ۳۲ بیت - رم ۳۶ مگابایت                                                              | (چندگانه)                                              | اسلکور                                             |                        | ۲۶۰ مگابایت (LxQt)                                               | سبک، قابل‌حمل (با ماندگاری)                   | ۲۰۱۸             | Porteus                        | ۲۰۱۰      | Fanthom                          |
| Puppy Linux                             | - رم (۲۰۱۷): ۲۵۶ مگابایت                                                                     | JWM-۲٫۳٫۲                                              | -                                                  | PPM (مدیریت بسته پاپی) | ۲۳۴ مگابایت (Slacko)                                             | portable (with persistence), lightweight     | ۲۰۱۷             | Puppy Foundation               | ۲۰۰۳      | Barry Kauler                     |
| Salix OS                                |                                                                                              | MATE، KDE، Xfce، Fluxbox، Openbox                      | اسلکور                                             |                        | ۶۱۳ مگابایت (فلوکس‌باکس), ۸۵۲ مگابایت (MATE لایو)                 | میزکار                                       | ۲۰۱۶             | Tomas Matejicek                | ۲۰۰۲      | Tomas Matejicek                  |
| Slax                                    | - رم (۲۰۱۷): ۱۲۸ مگابایت بدون مرورگر وب                                                      | KDE till Slax ۸ Fluxbox since Slax ۹                   | Slaskware till Slax ۸ Debian from Slax ۹           |                        | ۲۲۶ مگابایت                                                      | قابل‌حمل                                      | ۲۰۱۹             | Tomas Matejicek                | ۲۰۰۲      | Tomas Matejicek                  |
| SliTaz                                  | - رم (۲۰۱۷): ۲۴ مگابایت (loram-cdrom)، ۱۲۸ مگابایت (loram)                                   | اوپن‌باکس                                               | -                                                  | Tazpkg                 | ۵۰ مگابایت                                                       | قابل‌حمل. لایو (بدون ماندگاری به صورت پیش‌فرض) | ۲۰۱۸             | dev team                       | ۲۰۰۸      | Christophe Lincoln               |
| Tiny Core Linux                         | - سی‌پی‌یو: ۴۸۶DX - رم: ۴۶ مگابایت                                                             | FLTK/FLWM                                              | هسته کوچک لینوکس                                   |                        | ۱۱ مگابایت (هسته)، ۱۶ مگابایت (هسته‌کوچک)، ۱۰۶ مگابایت (هسته‌پلاس) | قابل‌حمل، پیشرفته                             | ۲۰۱۹             | Tiny Core team                 | ۲۰۰۹      | Robert Shingledecker             |
| Trisquel Mini                           | - سی‌پی‌یو پنتیوم II - رم ۲۵۶ مگابایت                                                          | LXDE                                                   | اوبونتو LTS                                        | APT                    | ۶۰۹ مگابایت                                                      | نرم‌افزار آزاد: میزکار                        | ۲۰۱۹             | Rubén Rodríguez Pérez (quidam) | ۲۰۰۵      | Rubén Rodríguez Pérez (quidam)   |
| TurnKey Linux Virtual Appliance Library | - رم (۲۰۱۷): ۲۵۶ مگابایت                                                                     | هیچ‌کدام (سرور headless) - شامل مدیریت رابط کاربر وبمین | Debian (a minified base)                           |                        | ۲۱۲ مگابایت (هسته)                                               | سرور سبک headless                            | ۲۰۱۹             | TurnKey Linux team             | ۲۰۰۸      | Alon Swartz, Liraz Siri          |
| VectorLinux\|VectorLinux Light          | - رم: ۶۴ مگابایت (نسخه سبک)، ۹۶ مگابایت (نسخه استاندارد)، ۲۵۶ مگابایت (نسخه لایو)            | Several / IceWM                                        | اسلکور                                             |                        | ۶۱۸ مگابایت                                                      | میزکار                                       | ۲۰۱۷             | -                              | ۲۰۰۱      | -                                |
| Void Linux                              | - پنتیوم ۴ (SSE۲) یا ARMv۶ - رم ۹۶ مگابایت - ۳۵۰ مگابایت هارد درایو                          | انلایتنمنت، سینامون، LXDE، LxQt، MATE، XFCE یا هیچ‌کدام | -                                                  | XBPS                   | ۲۵۰ مگابایت (i۶۸۶، بدون محیط رومیزی)                             | میزکار/embedded                              | ۲۰۱۸             | Juan RP and contributors       | ۲۰۰۸      | Juan Romero Pardines             |
| Xubuntu                                 | - رم (۲۰۱۷): ۵۱۲ مگابایت                                                                     | Xfce                                                   | اوبونتو                                            | APT                    | ۹۶۰ مگابایت                                                      | میزکار سبک                                   | ۲۰۱۹             | تیم زوبونتو                    | ۲۰۰۸      | تیم زوبونتو                      |
| Zenwalk                                 |                                                                                              | Xfce                                                   | اسلکور                                             |                        | ۹۷۴ مگابایت                                                      | میزکار                                       | ۲۰۱۸             | development team               | ۲۰۰۴      | Jean-Philippe Guillemin          |
| توزیع                                   | حداقل سیستم مورد نیاز                                                                        | مدیریت میزکار / پنجره                                  | بر اساس                                            | مدیریت بسته            | حجم ایمیج                                                        | هدف                                          | آخرین سال انتشار | نگه‌دارنده                      | ساخته شده | بنیان‌گذار                        |